# Jean-Michel Eymeri-Douzans
 (août 2016).
Si vous disposez d'ouvrages ou d'articles de référence ou si vous connaissez des sites web de qualité traitant du thème abordé ici, merci de compléter l'article en donnant les références utiles à sa vérifiabilité et en les liant à la section « Notes et références ».
Jean-Michel Eymeri-Douzans, né en 1969 à Toulouse (Haute-Garonne), est un politiste français.
Il est professeur de science politique à l'Institut d'études politiques de Toulouse et à nouveau directeur-adjoint de cette grande école, chargé des relations internationales, depuis octobre 2021.
Il est président du Groupe européen pour l'administration publique/European Group for Public Administration (GEAP/EGPA), Bruxelles, depuis 2019.

## Biographie
Après une petite enfance toulousaine, Jean-Michel Eymeri-Douzans passe sa jeunesse entre l’Afrique des Grands Lacs, l’Amérique du Sud et la Caraïbe avant de rentrer en France pour ses études supérieures.
Après avoir obtenu son baccalauréat économique et social au Lycée Pierre-de-Fermat à Toulouse en 1987, il intègre Sciences Po Paris, y suit les cours de la section service public, et en sort diplômé en 1990. Il poursuit alors ses études à la Sorbonne : en 1992, il est major de la maîtrise de science politique à l'Université Paris-1 Panthéon-Sorbonne puis l'année suivante, du diplôme d'études approfondies « Institutions et action publiques ». Après son service national , il s'engage dans une recherche doctorale sous la direction de Jacques Lagroye : il soutient cette thèse, Les Gardiens de l'Etat, en 1999, non sans avoir été ATER et avoir fait de la participation observante comme chargé d'études au Ministère de la fonction publique et au Ministère de la Santé. Détaché à l'Institut européen d'administration publique (EIPA/IEAP) de Maastricht comme représentant officiel français de 1999 à 2001, il en revient quand il est recruté comme maître de conférences à l'Université Paris-1 Panthéon-Sorbonne. Deux ans plus tard, il est major du concours de l'agrégation externe de science politique, qui en fait un professeur des universités en juin 2003 : il choisit alors de rejoindre, à la rentrée 2003, l'Institut d'études politiques de Toulouse.
Il est spécialiste de l'État et des institutions politico-administratives de gouvernement dans une perspective comparée en Europe.
Pendant cinq ans, de septembre 2003 à novembre 2008, Jean-Michel Eymeri-Douzans dirige le Laboratoire des sciences sociales du politique (LaSSP), structure de recherche de Sciences Po Toulouse et préside aussi la commission de spécialistes de l'établissement[réf. souhaitée], chargée des recrutements d'enseignants-chercheurs. Il crée aussi le Master « Conseil et Expertise en Action publique » (CEAP), qu'il dirige depuis lors. À l'été 2010, il devient directeur-adjoint de l'établissement, auprès de Philippe Raimbault, chargé du développement stratégique et international[réf. souhaitée]. Il est reconduit dans cette fonction en 2015. En septembre 2016, il se présente au poste de directeur de l'IEP de Toulouse, laissé vacant par la démission de Philippe Raimbault. Au conseil d'administration du 3 octobre 2016, iI obtient 10 voix, contre 19 à l'économiste Olivier Brossard, et un vote nul. En octobre 2021, le nouveau directeur de Sciences Po Toulouse, Eric Darras, l'appelle auprès de lui comme directeur-adjoint, chargé des relations internationales.
En parallèle, Jean-Michel Eymeri-Douzans préside de 2009 à 2012[réf. souhaitée] le Conseil scientifique de la direction générale de l'administration et de la fonction publique (DGAFP), au Ministère de la Fonction publique à Paris. Il préside aussi le groupe de travail de l'Association française de science politique (AFSP) « Science politique comparée des administrations » (SPCA), éponyme de l'ouvrage qu'il codirige avec Françoise Dreyfus en 2006, et, depuis 2012, le Groupe d'études permanent n°XVII « Sociology of the State: Reforms and Resilience » de l'European Group for Public Administration (EGPA), au sein de l'Institut international des sciences administratives (IISA) à Bruxelles. En août 2016, au congrès d'Utrecht, il est élu par l'assemblée générale de l'EGPA à son Comité directeur. En septembre 2019, au congrès de Belfast, il est élu Président de l'EGPA/GEAP, pour un mandat de 3 ans. Ce mandat est renouvelé au congrès de Lisbonne, en 2022.

## Famille
Jean-Michel Eymeri-Douzans est le fils du Dr Jean-Claude Eymeri (1942-1993), ancien interne des hôpitaux de Toulouse, ancien chef de clinique à la Faculté de Médecine de Toulouse, chef de service de chirurgie pédiatrique et néonatale au CHU La Meynard de Fort-de-France (Martinique), chef de mission de coopération française à La Dominique, par ailleurs anthropologue, organisateur de nombreuses missions d'exploration chez les Amérindiens tupi-guarani du Haut Oyapock (Guyane française), auteur d'une thèse à l'EHESS sous la direction de Marc Augé consacrée à l'origine anatomique de quelques symboles, d'un ouvrage intitulé Histoire de la Médecine aux Antilles et en Guyane, Paris, L'Harmattan, 1992, et de nombreuses publications scientifiques dans des revues médicales ; et de Joëlle Douzans, élève de Georges Canguilhem à la Sorbonne, agrégée de Philosophie, Inspectrice de l'Education nationale, officier des Palmes académiques.[réf. souhaitée]
Jean-Michel Eymeri-Douzans est aussi le petit-fils du colonel d'aviation Serge Eymeri et du haut fonctionnaire Jacques Douzans, député de la Haute-Garonne à l'Assemblée nationale, conseiller général de ce même département et maire de Muret (1953-1989).

## Ouvrages et publications
Jean-Michel Eymeri-Douzans est l'auteur de plus de soixante articles publiés dans des revues scientifiques et chapitres d'ouvrages collectifs à comité de lecture.
Il est l'auteur, seul ou en co-écriture, de onze ouvrages :   
- Les gardiens de l’État. Sociologie des énarques de ministère, Université Paris 1 Panthéon-Sorbonne, 1999, 936 p.Thèse de doctorat en trois volumes.
- Les administrateurs civils. Carrière et débouchés, La Documentation française, 1997
- Avec Jean-François Girard, Quand la Santé devient publique, Hachette Littératures, 1997
- La fabrique des énarques, Paris, Economica, coll. « Études politiques », 2001
- Pouvoir politique et haute administration. Une comparaison européenne, IEAP, 2001
- Avec Françoise Dreyfus, Science politique de l’administration. Une approche comparative, Economica, coll. « Études politiques », 2006
- Avec Jon Pierre, (dir.), Administrative Reforms and Democratic Governance, Routledge, coll. « ECPR Studies », 2011
- Avec Geert Bouckaert, (dir.), La France et ses administrations. Un état des savoirs/France and its administrations. A state of the art, Bruylant, 2013
- Avec Xavier Bioy et Stéphane Mouton (dir.), Le Règne des entourages. Cabinets et conseillers de l'Exécutif, Paris, Presses de Sciences Po, décembre 2015.
- Avec Gildas Tanguy (dir.), Prefects, Governors & Commissioners. A European Survey on the territorial representatives of the State, Bruxelles, Bruylant, à paraître 2020.
- Avec Emmanuel Aubin, Jean-François Kerléo et Johanne Saison (dir.), Quelle déontologie pour les hauts fonctionnaires ? Enjeux, textes et perspectives, Paris, IFJD-LGDJ, 2021.
- Avec Marius Profiroiu, Calin Hintea et Laura Mina-Raiu (dir.), TAD 14. The disciplines and the study of Public Administration. Transatlantic perspectives, Bucarest, Editura Curtea Veche, 2021.

## Décorations
- Chevalier de l'Ordre national du Mérite (2019)
- Chevalier de l'Ordre des palmes académiques (2016)